# Premio letterario Giorgio Calcagno
Il premio letterario Giorgio Calcagno è dedicato allo scrittore, poeta, critico, e giornalista nato ad Almese nel 1929 e scomparso nel 2004. Un'iniziativa, nata per volontà dell'amministrazione comunale e della famiglia, con il contributo de La Stampa, della Fondazione Magnetto, in collaborazione con la Provincia di Torino, la Regione Piemonte, l'Associazione Amici della Sacra di San Michele, dell'Associazione Amici di Avigliana e la Fidapa Torino, Rivoli, Valsusa; una sezione è dedicata alle scuole.

## Giuria
La giuria del premio è composta da: 
Umberto Eco, presidente onorario del Premio; 
Graziella Ricci Calcagno, presidente della Giuria; 
Valeria Carello, assessore alla cultura del Comune di Almese; 
Maria Luisa Reviglio della Veneria, coordinatrice del premio; 
Alberto Sinigaglia, giornalista de La Stampa; 
Lorenzo Mondo, giornalista e scrittore; 
Ernesto Ferrero, direttore del Salone Internazionale del Libro di Torino; 
Giovanni Tesio, critico letterario. 
Gabriella Monzeglio, segretaria del premio.

## I edizione 2007
- Umberto Eco[3].

La motivazione scritta da Ernesto Ferrero. Il premio è stato attribuito nel corso della "Due Giorni" dedicata con varie manifestazioni a Giorgio Calcagno.

## II edizione 2008
- Arrigo Levi.

La motivazione scritta da Alberto Sinigaglia.

## III edizione 2009
- Ermanno Olmi.

La motivazione scritta da Lorenzo Mondo.

## IV edizione 2010
- Enzo Bianchi.